# Флай, Уильям
Капитан Уи́льям Флай (англ. William Fly; 1699, неизвестно — 12 июля 1726, Бостон, Тринадцать колоний) — английский пират, который совершал набеги на корабли в районе Новой Англии, пока не был взят в плен экипажем захваченного судна. Был повешен в Бостоне, Массачусетс.

## Биография
Карьера Уильяма Флая в качестве пирата началась в апреле 1726 года, когда он был нанят капитаном Джоном Грином, чтобы идти с ним в Западную Африку на корабле под названием Elizabeth. Уильям уговорил команду корабля перейти на его сторону и однажды ночью поднял мятеж, в ходе которого капитана Грина выбросили за борт. После этого Флай принял командование судном на себя. Захватив корабль, мятежники сшили флаг с Весёлым Роджером, переименовали судно в Fames` Revenge, выбрали Флая капитаном и взяли курс на побережье Северной Каролины и на север от Новой Англии. За два месяца они успели ограбить пять судов, после чего были захвачены сами. Коттон Мэзер попробовал заставить пленённого Флая публично раскаяться, но потерпел неудачу. Уильям Флай и члены его команды были приговорены к смертной казни через повешение.

## Казнь
12 июля 1726 года смертный приговор в отношении Уильяма Флая и членов его команды был приведён в исполнение — они были повешены в бостонской гавани. По некоторым[каким?] источникам, Флай приблизился к виселице с полным презрением и даже упрекнул палача за то, что он плохо сделал свою работу, некачественно связав петлю, затем сам повторно связал её и собственными руками надел себе на шею. Его последними словами были предостережения и советы капитанам хорошо относиться к своим морякам и вовремя платить им заслуженное жалованье. После казни его тело было повешено в цепях на Никсес Мэйт Айленд (Nixes Mate Island) в бостонской гавани в качестве примера другим морякам, показывающим, что может случиться с ними, если они станут морскими разбойниками.